# Andranik Ozanian
Andranik Ozanian (Անդրանիկ Թորոսի Օզանյան, 1865–1927) byl arménský generál, politický aktivista, bojovník za svobodu a národní hrdina.

## Galerie

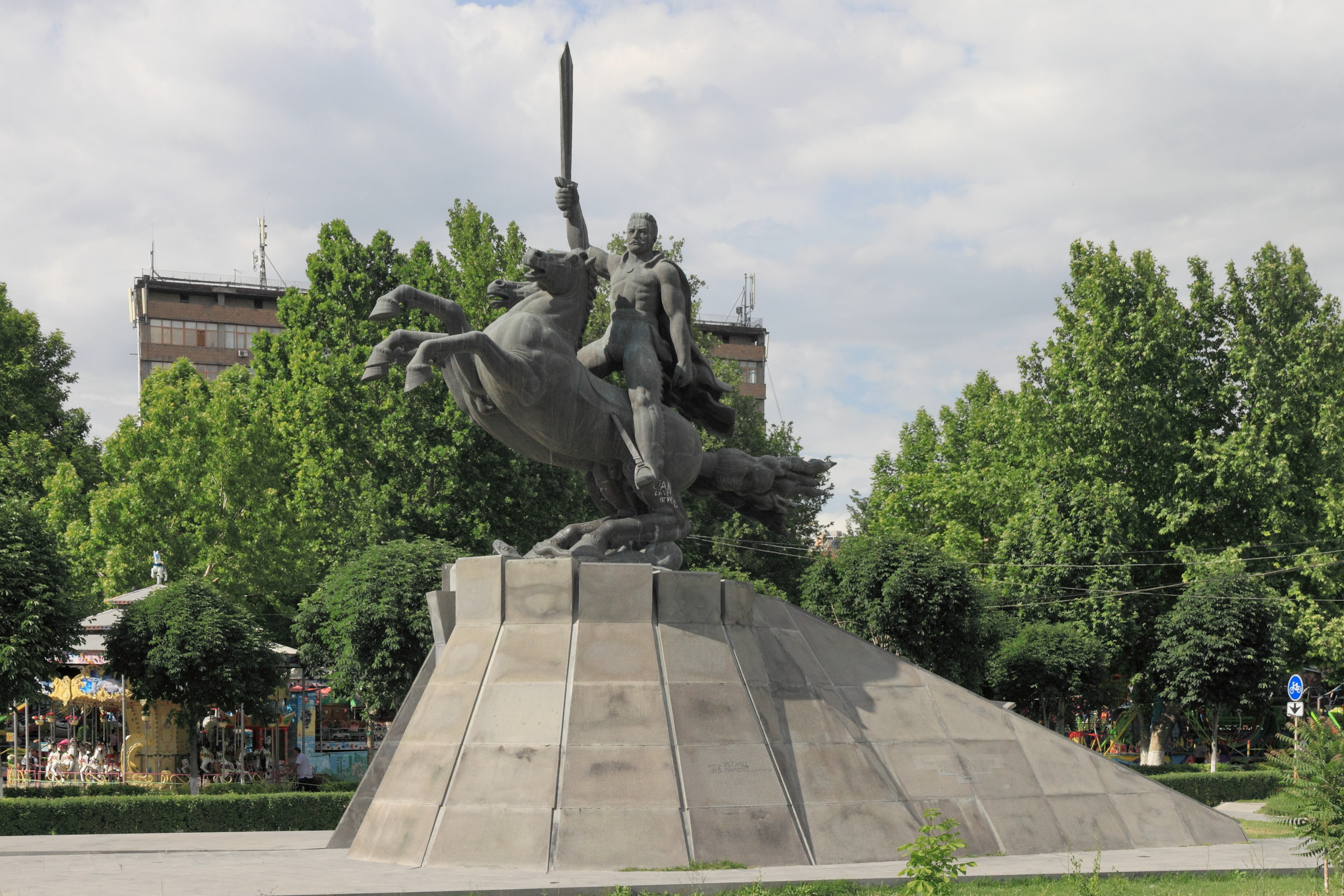
Socha generála Andranika Ozaniana. Jerevan, Arménie.
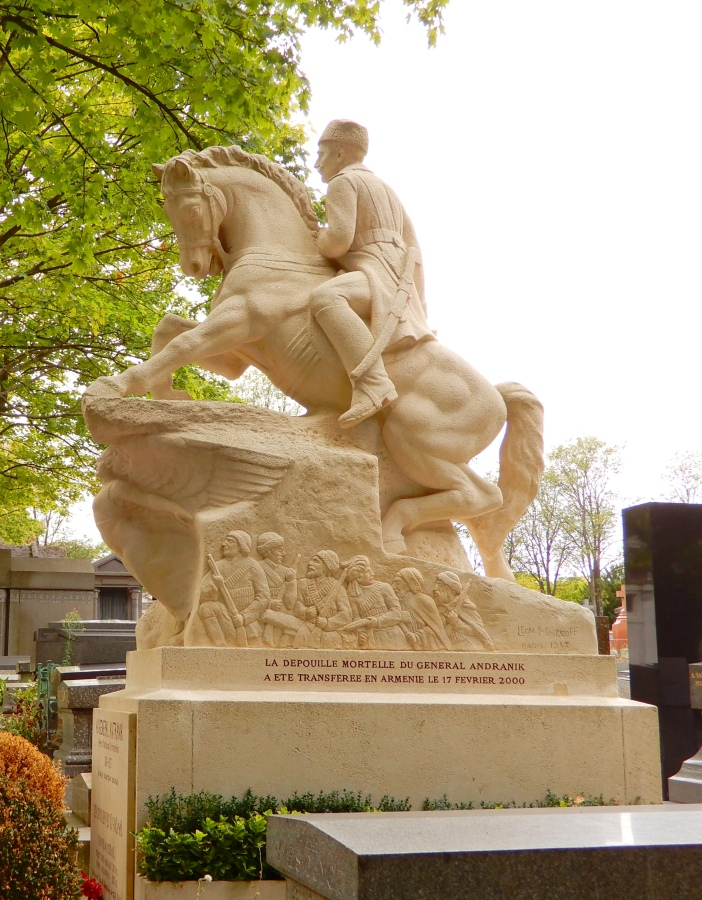
Náhrobek na hřbitově Pere-Lachaise v Paříži z roku 2000